# Mamoudou Athie
Mamoudou Athie (25 juli 1988) is een Mauritaans-Amerikaans acteur.
Athie werd geboren in Mauritanië. Zijn vader was een diplomaat die in de Verenigde Staten politiek asiel aanvroeg toen Athie zes maanden oud was. Athie groeide op in New Carrollton, Maryland. Hij volgde een studie acteren aan de William Esper Studio in New York en aan de Yale School of Drama in New Haven. Hij maakte zijn acteerdebuut in 2015 met de dramafilm Experimenter.